# Mount Van Pelt
MontVan Van Pelt är ett berg i Antarktis. Det ligger i Östantarktis. Norge gör anspråk på området. Toppen på MontVan Van Pelt är 2 000 meter över havet.
Terrängen runt MontVan Van Pelt är huvudsakligen platt, men söderut är den kuperad. Trakten är obefolkad. Det finns inga samhällen i närheten.